# Mario Meini
Mario Meini (Legoli di Peccioli, 17 november 1946) is een Italiaans geestelijke en bisschop.
Meini werd op 27 juni 1971 priester gewijd voor het bisdom Volterra. Paus Johannes Paulus II benoemde hem op 13 juli 1996 tot bisschop van het bisdom Pitigliano-Sovana-Orbetello. Als wapenspreuk koos hij Lux et Pax (Licht en Vrede) Op 13 februari 2010 benoemde paus Benedictus XVI hem tot bisschop van Fiesole, een van de oudste bisdommen van het Italisch schiereiland. Hij volgde als zodanig Luciano Giovannetti op die met emeritaat ging, maar actief bleef als president van de Stichting Johannes Paulus II voor dialoog, samenwerking en ontwikkeling.
- International Standard Name Identifier: 0000 0003 8884 287X
- Nederlandse Thesaurus van Auteursnamen: 073780863
- Istituto Centrale per il Catalogo Unico: CFIV078485
- Virtual International Authority File: 282116099
- WorldCat: E39PBJdgVBGKvXVkCCmy3WkJjC